# Powiat Kępiński
Der Powiat Kępiński ist ein Powiat (Kreis) in der polnischen Woiwodschaft Großpolen. Der Powiat hat eine Fläche von 608,4 km², auf der etwa 56.500 Einwohner leben. Die Bevölkerungsdichte beträgt 93 Einwohner/km² (2019).

## Gemeinden
Der Powiat umfasst sieben Gemeinden, davon zwei Stadt-und-Land-Gemeinden und fünf Landgemeinden.

### Stadt-und-Land-Gemeinden
- Kępno (Kempen)
- Rychtal (Reichthal)

### Landgemeinden
- Baranów (Baranow)
- Bralin (Bralin)
- Łęka Opatowska (Lenka)
- Perzów (Perschau)
- Trzcinica (Strenze)